# Afrikaanse beker der kampioenen 1967
De Afrikaanse beker der kampioenen 1967 was de derde editie van de beker voor landskampioenen voetbal in Afrika.

## Voorronde
| Team 1            | Tot. | Team 2       | 1e wedstr. | 2e wedstr. |
| ----------------- | ---- | ------------ | ---------- | ---------- |
| AS Fonctionnaires | w.o  | Augustinians | w.o        |            |
| Secteur 6         | 4-5  | Al-Ittihad   | 3-2        | 1-3        |

## Eerste ronde
| Team 1            | Tot. | Team 2               | 1e wedstr. | 2e wedstr. |
| ----------------- | ---- | -------------------- | ---------- | ---------- |
| Al-Ittihad        | w.o  | Diamant Yaoundé      | w.o        |            |
| Djoliba AC        | w.o  | Invincible Eleven    | w.o        |            |
| Saint-George SA   | w.o  | Bitumastic           | w.o        |            |
| Stade d'Abidjan   | 2-1  | Modèle Lomé          | 2-1        | 0-0        |
| Al-Hilal Omdurman | 1-4  | Al-Olympi Alexandria | 0-1        | 1-3        |
| AS Fonctionnaires | 1-3  | Conakry II           | 0-2        | 1-1        |
| TP Englebert      | 3-3  | Abeilles FC          | 2-0        | 1-3        |

### Kwartfinale
| Team 1          | Tot. | Team 2               | 1e wedstr. | 2e wedstr. |
| --------------- | ---- | -------------------- | ---------- | ---------- |
| Al-Ittihad      | w.o  | TP Englebert         | w.o        |            |
| Djoliba AC      | 2-1  | Conakry II           | 2-1        | 0-0        |
| Saint-George SA | w.o  | Al-Olympi Alexandria | 3-2        | w.o        |
| Stade d'Abidjan | 3-8  | Asante Kotoko        | 1-3        | 2-5        |

### Halve finale
| Team 1        | Tot. | Team 2          | 1e wedstr. | 2e wedstr. |
| ------------- | ---- | --------------- | ---------- | ---------- |
| Asante Kotoko | 3-2  | Djoliba AC      | 1-1        | 2-1        |
| TP Englebert  | 4-3  | Saint-George SA | 3-1        | 1-2        |

### Finale
| Team 1        | Tot. | Team 2       | 1e wedstr. | 2e wedstr. |     |
| ------------- | ---- | ------------ | ---------- | ---------- | --- |
| Asante Kotoko | 3-3  | TP Englebert | CI         | 1-1        | 2-2 |